# لازینوو
لازینوو (به چکی: Lazinov) یک منطقهٔ مسکونی در جمهوری چک است که در ناحیه بلانسکو واقع شده‌است. لازینوو ۳٫۸۶ کیلومتر مربع مساحت و ۱۶۴ نفر جمعیت دارد و ۴۰۲ متر بالاتر از سطح دریا واقع شده‌است.